# Västerås Rönnby IBK
Västerås Rönnby IBK är en innebandyklubb i Västerås, Sverige, bildad 27 maj 1992 av Bo Hägglöf på Rönnbyskolan i området Rönnby i Västerås, vilket namngivit klubben. 
Damlaget, kallat Rönnby Tigers, har spelat i högsta serien sedan 1996 och har blivit svenska mästare 2006/2007, 2009/2010 och 2012/2013, alla gångerna mot Umeålaget Iksu. Första två gångerna på straffläggning efter att resultatet varit oavgjort efter ordinarie tid och förlängning (3–3 (2007) 6–6 (2010). Matcherna spelades i Globen. Guldet 2013 kom i Malmö Arena efter 4-3 till Rönnby under ordinarie tid. Laget har även tagit SM-silver 2005/2006 då man förlorade SM-finalen till Iksu (4–6) samt silver 2014/2015 efter förlust mot Kais Mora (3-5), matcherna spelades i Globen. SM-Brons kom 1999 efter förlust i semifinalen mot Falun, 2009 efter förlust i semifinalen mot Balrog och 2014 efter förlust med 3-1 i matcher i semifinalen mot KAIS Mora. 
Rönnbys hemmahall är Bombardier Arena, som har en publikkapacitet på 1800 åskådare.
Tongivande spelare som spelat eller spelar i Rönnby:
- Hanna Pettersson
- Karolina Widar
- Madeleine Backlund
- Susanna Tuominen